# Butch Kellem
William „Butch“ Kellem (* 4. Oktober 1944 in Philadelphia) ist ein amerikanischer Jazz- und Unterhaltungsmusiker (Posaune, Gesang, auch Keyboard).

## Wirken
Kellem begann in der Schule mit dem Posaunespielen. Nach seinem Wehrdienst in der US Army blieb er in Europa, wo er mit Sam & Dave, Aretha Franklin sowie Ike & Tina Turner tourte. Er gehörte dann zum Orchester von Max Greger, bevor er ab 1971 in der ORF Big Band tätig war. Ab 1974 war er Mitglied der Showband von Ambros Seelos sowie der Bigband von André Carol. Weiterhin tritt er mit Pit Müllers Hot Stuff, mit der Bigband von Dusko Goykovich, mit Pete York und mit eigenen Formationen auf. Er ist auch auf Aufnahmen mit Leszek Zadlo und der Cotton Field Blues Band zu hören.

## Lexikalische Einträge
- Jürgen Wölfer: Jazz in Deutschland. Das Lexikon. Alle Musiker und Plattenfirmen von 1920 bis heute. Hannibal, Höfen 2008, ISBN 978-3-85445-274-4.